# Vaticaanse euromunten
De euro is behalve de munteenheid voor de lidstaten van de Europese Unie (EU) ook de munteenheid voor de ministaatjes Vaticaanstad, Monaco en San Marino. Deze drie landen waren de enige niet-EU landen die eigen euromunten mogen slaan. Ze hebben dit recht omdat ze al voor de invoering van de euro monetaire overeenkomsten hadden met Frankrijk, respectievelijk Italië. Deze overeenkomsten zijn bij de invoering van de euro omgezet in vergelijkbare monetaire overeenkomsten met de Europese Centrale Bank. Sinds 1 juli 2013 mag ook Andorra haar eigen euromunten slaan.
Door de beperkte oplage van Vaticaanse euromunten zijn deze munten zeldzaam. Hoewel, wettelijk gezien, geldig betaalmiddel in de hele EU, dienen deze munten in de praktijk uitsluitend als verzamelobjecten, met een handelswaarde hoger dan de nominale waarde. Vanaf 2010 daalden de Vaticaanse euromunten in waarde aangezien het Vaticaan 51% van zijn uitgebrachte munten in omloop moest brengen. De munten worden geslagen door het Istituto Poligrafico e Zecca dello Stato. 

## Vaticaanse euromunten (2002-2005)
De Vaticaanse euromunten (2002-2005) dragen de beeltenis van Paus Johannes Paulus II, met daaromheen, in één cirkel, de twaalf sterren van de EU en de tekst Città del Vaticano. Waarbij de tekst op een wisselende plaats staat:
- aan de bovenzijde: 1, 2, 5 cent.
- aan de linkerzijde: 10, 20, 50 cent.
- aan de onderzijde: € 1 en € 2.

| € 0,01                               | € 0,02 | € 0,05             |
| ------------------------------------ | ------ | ------------------ |
|                                      |        |                    |
| Portret van paus Johannes Paulus II. |        |                    |
| € 0,10                               | € 0,20 | € 0,50             |
|                                      |        |                    |
| Portret van paus Johannes Paulus II. |        |                    |
| € 1,00                               | € 2,00 | €2-rand            |
|                                      |        | drie keer herhaald |
| Portret van paus Johannes Paulus II. |        |                    |

## Vaticaanse euromunten (Sede Vacante 2005)
De Vaticaanse euromunten (Sede Vacante-2005) tonen de pauselijke Ombrellino, met daaromheen twee denkbeeldige cirkels, boven het wapen van de Camerlengo:
- in de buitenste cirkel: de twaalf sterren van de EU (boven) en de tekst: Città del Vaticano (onder).
- in de binnenste cirkel: de tekst Sede Vacante met het jaartal MMV (2005) in Romeinse cijfers.

Het onder de Ombrellino afgebeelde wapen is dat van Eduardo Martínez Somalo, ten tijde van de sedisvacatie Camerlengo van de Katholieke Kerk.
Bij de dood van Paus Johannes Paulus II, op 2 april 2005, heeft Vaticaanstad de aloude traditie voortgezet om Sede Vacante-munten uit te brengen. Sede Vacante, letterlijk vertaald: lege stoel, staat voor de periode dat het Vaticaan zonder paus is.
De bevoegdheid om Sede Vacante-munten uit te brengen, was reeds in de monetaire overeenkomst tussen het Vaticaan en de EU voorzien. Voor deze munten had Vaticaanstad een extra contingent munten ter beschikking.
Met de Sede Vacante-serie werd Vaticaanstad het eerste land in de eurozone dat de nationale zijde wisselde.
| € 0,01                                                                  | € 0,02 | € 0,05             |
| ----------------------------------------------------------------------- | ------ | ------------------ |
|                                                                         |        |                    |
| Embleem van de Apostolische Kamer en het wapenschild van de Camerlengo. |        |                    |
| € 0,10                                                                  | € 0,20 | € 0,50             |
|                                                                         |        |                    |
| Embleem van de Apostolische Kamer en het wapenschild van de Camerlengo. |        |                    |
| € 1,00                                                                  | € 2,00 | €2-rand            |
|                                                                         |        | drie keer herhaald |
| Embleem van de Apostolische Kamer en het wapenschild van de Camerlengo. |        |                    |

## Vaticaanse euromunten (2006-2013)
De Vaticaanse euromunten (2006-2013) dragen de beeltenis van Paus Benedictus XVI, met daaromheen twee denkbeeldige cirkels:
- in de buitencirkel: de twaalf sterren van de EU.
- in de binnencirkel: de tekst Città del Vaticano, op een wisselende plaats:
  - aan de bovenzijde: 1, 2, 5 cent.
  - aan de onderzijde: 10, 20, 50 cent.
  - Città links en del Vaticano rechts: € 1 en € 2.

Met deze muntserie werd Vaticaanstad het eerste land in de eurozone dat de derde versie van de nationale zijde hanteerde.
| € 0,01                                | € 0,02 | € 0,05             |
| ------------------------------------- | ------ | ------------------ |
|                                       |        |                    |
| Portret van paus Paus Benedictus XVI. |        |                    |
| € 0,10                                | € 0,20 | € 0,50             |
|                                       |        |                    |
| Portret van paus Paus Benedictus XVI. |        |                    |
| € 1,00                                | € 2,00 | €-2 Rand           |
|                                       |        | drie keer herhaald |
| Portret van paus Paus Benedictus XVI. |        |                    |

## Vaticaanse euromunten (2014-2016)
De Vaticaanse euromunten (2014-2016) dragen de beeltenis van Paus Franciscus, met daaromheen twee denkbeeldige cirkels:
- in de buitencirkel: de twaalf sterren van de EU.
- in de binnencirkel: de tekst Città del Vaticano, op een wisselende plaats:
  - Van linksonder naar rechtsboven: 1, 2, 5 cent.
  - Città del links en Vaticano rechts: 10, 20, 50 cent, € 1 en € 2.

Met deze muntserie werd Vaticaanstad het eerste land in de eurozone dat de vierde versie van de nationale zijde hanteerde.
| € 0,01                            | € 0,02 | € 0,05             |
| --------------------------------- | ------ | ------------------ |
|                                   |        |                    |
| Portret van paus Paus Franciscus. |        |                    |
| € 0,10                            | € 0,20 | € 0,50             |
|                                   |        |                    |
| Portret van paus Paus Franciscus. |        |                    |
| € 1,00                            | € 2,00 | €-2 Rand           |
|                                   |        | drie keer herhaald |
| Portret van paus Paus Franciscus. |        |                    |

## Vaticaanse euromunten (2017-2025)
De Vaticaanse euromunten tonen het pauselijke wapen van Paus Franciscus, met daaromheen twee denkbeeldige cirkels:
- in de buitenste cirkel: de 12 sterren van de EU.
- in de binnenste cirkel: de tekst Cittá del Vaticano (Città del links en Vaticano rechts) met het jaartal 2017.

Met deze muntserie werd Vaticaanstad het eerste land in de eurozone dat de vijfde versie van de nationale zijde hanteerde.
| € 0,01                                | € 0,02 | € 0,05             |
| ------------------------------------- | ------ | ------------------ |
|                                       |        |                    |
| Pauselijke wapen van Paus Franciscus. |        |                    |
| € 0,10                                | € 0,20 | € 0,50             |
|                                       |        |                    |
| Pauselijke wapen van Paus Franciscus. |        |                    |
| € 1,00                                | € 2,00 | €-2 Rand           |
|                                       |        | drie keer herhaald |
| Pauselijke wapen van Paus Franciscus. |        |                    |

## Vaticaanse euromunten (2026-)
Naar aanleiding van het aanstellen van Paus Leo XIV, wordt de uitgave van een nieuwe reeks Vaticaanse euromunten verwacht.

## Herdenkingsmunten van € 2
- Herdenkingsmunt van 2004: 75ste verjaardag van de oprichting van de onafhankelijke staat
- Herdenkingsmunt van 2005: 20ste Wereldjongerendagen in Keulen
- Herdenkingsmunt van 2006: 500-jarig bestaan van de Zwitserse Garde
- Herdenkingsmunt van 2007: 80ste verjaardag Paus Benedictus XVI
- Herdenkingsmunt van 2008: Jaar van Sint-Paulus
- Herdenkingsmunt van 2009: Internationaal jaar van de astronomie
- Herdenkingsmunt van 2010: Jaar van de priester
- Herdenkingsmunt van 2011: 26ste Wereldjongerendagen in Madrid
- Herdenkingsmunt van 2012: 7de Wereldgezinsdagen in Milaan
- Herdenkingsmunt van 2013: Sede Vacante
- Herdenkingsmunt van 2013: 28ste Wereldjongerendagen in Rio de Janeiro
- Herdenkingsmunt van 2014: 25ste verjaardag van de val van de Berlijnse Muur
- Herdenkingsmunt van 2015: 8ste Wereldgezinsdagen in Philadelphia
- Herdenkingsmunt van 2016: 200-jarig bestaan van het korps der Vaticaanse Gendarmerie
- Herdenkingsmunt van 2016: Het Heilig Jaar Jubileum van Barmhartigheid
- Herdenkingsmunt van 2017: 1950ste verjaardag van het martelaarschap van Petrus en Paulus
- Herdenkingsmunt van 2017: 100ste verjaardag van de verschijningen bij Fátima
- Herdenkingsmunt van 2018: Europees Jaar van het Cultureel Erfgoed
- Herdenkingsmunt van 2018: 50ste sterfdag van Pater Pio
- Herdenkingsmunt van 2019: 90ste verjaardag van de oprichting van de onafhankelijke staat
- Herdenkingsmunt van 2019: 25ste verjaardag van de voltooiing van de restauratie van de Sixtijnse Kapel
- Herdenkingsmunt van 2020: 100ste geboortedag van Paus Johannes Paulus II
- Herdenkingsmunt van 2020: 500ste sterfdag van Rafaël
- Herdenkingsmunt van 2021: 450ste geboortedag van Caravaggio
- Herdenkingsmunt van 2021: 700ste sterfdag van Dante Alighieri
- Herdenkingsmunt van 2022: 125ste geboortedag van Paus Paulus VI
- Herdenkingsmunt van 2022: 25ste sterfdag van Moeder Teresa
- Herdenkingsmunt van 2023: 500ste sterfdag van Pietro Perugino
- Herdenkingsmunt van 2023: 150ste sterfdag van Alessandro Manzoni
- Herdenkingsmunt van 2024: 750ste sterfdag van Thomas van Aquino
- Herdenkingsmunt van 2024: 150ste geboortedag van Guglielmo Marconi